# Pelmeně
Pelmeně (rusky пельмени, pelmeni) jsou národním jídlem ruské kuchyně, ale i sousedních zemí, ovlivněných ruskou kulturou. Jsou to masové knedlíčky, přesněji těstové taštičky plněné masem a uvařené ve vodě. Obvykle se dělají s náplní z mletého masa, která je zavinuta v tenkém těstě vyrobeném z mouky a vajec. Velmi podobné jídlo je též připravováno na Ukrajině, Litvě, v Itálii, kavkazských zemích, Mongolsku, Číně, himálajských zemích a Koreji.

## Původ
Rusové tento pokrm převzali od Udmurtů, uralského národa, se kterým se „stýkali a potýkali“ již od konce 12. století. Ruský název je vlastně zkomoleninou udmurtského složeného výrazu peľnjaň (пельняань), což znamená „chléb ve tvaru ucha“. Udmurtští lovci si tyto „chlebové uši“ brávali s sebou na své výpravy do lesů.
Zejména po dobytí Kazaňského chanátu (1552) se ruské oblasti dostávaly do intenzivního kontaktu s kulturou (včetně kuchyně) uralských národů. Když pak byla roku 1730 otevřena hlavní spojnice mezi evropskou Rusí a Sibiří – tzv. Sibiřský trakt – jež vedla i přes zemi Udmurtů, seznámily se s pelmeněmi také masy ruských vystěhovalců a vyhnanců, kteří jejich znalost přenesli i na Sibiř (kam se také dostávaly z druhé strany, od Číny a Koreje). Pelmeně, místně zvané sibiřské pelmeně (сибирские пельмени), se v tamních klimatických podmínkách staly velmi oblíbenou, výživnou potravou, kterou lze skladovat zmrzlou venku po dobu až několika měsíců. Ze Sibiře se pak pochoutka rozšířila do celé ruské říše.

## Složení a příprava

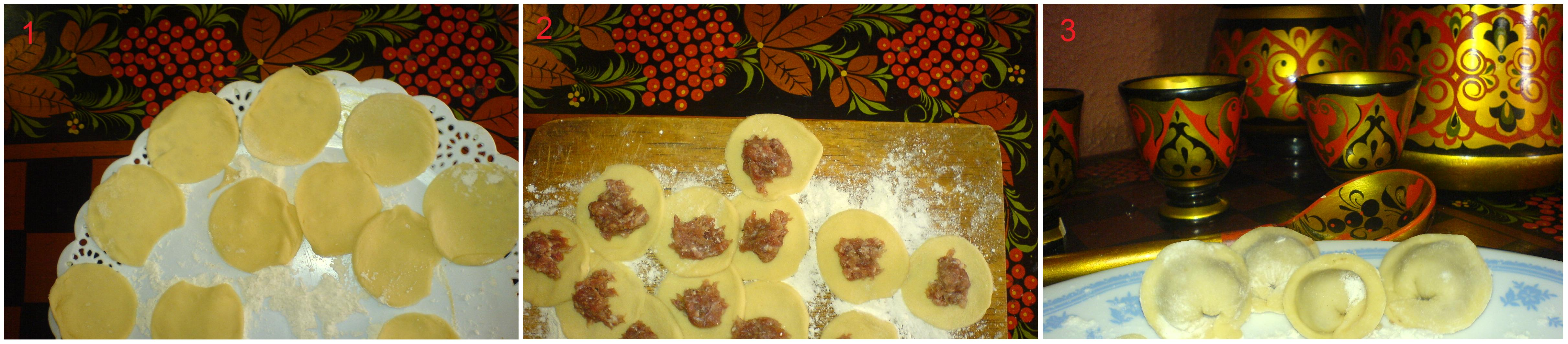
Postup přípravy pelmeňů (vykrojená kolečka těsta – na ně položená masová náplň – zavinuté šátečky)

Největší rozdíl mezi pelmeněmi a jinými druhy knedlíčků je v jejich tvaru a velikosti – typické pelmeně jsou měsíčkovitého („uchovitého“) tvaru a v průměru mají cca 2–3 cm, zatímco většina ostatních typů je většinou podlouhlá či kulatá a větší.
Pelmeně se připravují z těsta, podobného nudlovému – těsto musí být velmi tuhé, až nepoddajné. Někdy se do něj přidává i mléko nebo voda. Pro náplň lze použít vepřové, jehněčí, hovězí nebo jakékoli jiné maso; také smíchání několika druhů je velmi oblíbené. (Podle tradičního udmurtského receptu by náplň měla obsahovat 45 % hovězího, 35 % jehněčího a 20 % vepřového masa.) Navíc se do náplně přidávají rozličná koření jako černý pepř, česnek a zejména cibule.
Okrajem skleničky se z tence vyváleného těsta vykrojí placička, na kterou se nanese lžička masové náplně, placička se přeloží napůl a okraje se stisknou do vlnitého „švu“. Hotové šátečky lze i zmrazit; až bezprostředně před konzumací se vloží do vroucí osolené vody a vaří se, dokud nevyplavou a poté ještě 2–5 minut. Horké pelmeně se polijí/potřou máslem nebo kysanou smetanou, popř. hořčicí, smetanovým křenem či octem. Některé recepty doporučují ještě pelmeně po uvaření osmahnout dozlatova na pánvi.